# Pyramides provinciales égyptiennes
Il existe sept pyramides égyptiennes dites provinciales car situées en dehors des grandes nécropoles de la région memphite (comme Gizeh, Saqqarah).
Elles pourraient peut-être marquer l'emplacement d'une résidence royale ou être des symboles de pouvoir. 
Elles sont toutes de dimensions modestes et de type « à degrés ». Elles ne possèdent aucune infrastructure et leurs destinations restent inconnues.
Elles sont réparties sur le pays du Fayoum jusqu'à Éléphantine. 
La pyramide de Zaouiet el-Meïtin s'élève, fait unique en Égypte, sur la rive est du fleuve, indice qui confirmerait l'hypothèse soutenue par la majorité des égyptologues selon laquelle ces monuments ne seraient pas des tombeaux mais des symboles de souveraineté destinés à imposer la nouvelle doctrine solaire, durant la IIIe dynastie.
À l'exception de la pyramide de Seïlah (à proximité du Fayoum), érigée par Snéfrou, le premier roi de la IVe dynastie, les pyramides provinciales sont toutes attribuées à Houni, le dernier roi de la IIIe dynastie. La tombe de ce pharaon n'a pas réellement été identifiée. Il aurait pu être enterré dans la pyramide de Meïdoum — appelée fausse pyramide par les Arabes à cause de sa forme particulière —, mais il n'a pu être inhumé dans une pyramide provinciale car ces pyramides ne possèdent pas d'infrastructure funéraire (temple funéraire, pyramide satellite, etc.) ni même de galeries.

## Liste des pyramides provinciales
- Pyramide de Seïlah
- Pyramide de Zaouiet el-Meïtin
- Pyramide de Sinki
- Pyramide de Nagada
- Pyramide d'Al-Koula
- Pyramide d'Edfou
- Pyramide d'Éléphantine